# 阿什伯恩黑人学校
阿什伯恩黑人学校（英文：Ashburn Colored School）位于美国弗吉尼亚州阿什本，是一所曾经供黑人学生使用的单间校舍。它始建于19世纪末，在1958年停止办学，在21世纪，校舍受到的破坏已经被修复。

## 历史
阿什伯恩黑人学校建于1887年或1892年，是一所为种族隔离时期的黑人(有色人种)儿童建造的单间校舍。它最初被称为initially called Colored School #A或Cedar Lane Colored School，在1892年，它被卖给Broad Run School，从那时到1896年被称为Farmwell Colored School。至1958年，共有50名1至7年级的学生在那里学习，在1958年停止办学后，这处校舍1959年被拍卖。
2014年，Loudoun School购买了这栋校舍及土地，作为新学校的一部分。2016年，一群学生开始帮助修复学校。在2016年的一次破坏事件后，通过捐款筹集了10万美元，装修完成，作为博物馆开放，并在2017年9月举行了奉献仪式，有一名前学生和最后一名教师参加。2017年12月Farmwell Station的七年级学生向弗吉尼亚州历史资源部申请弗吉尼亚历史标记，目前已被批核。